# Приходько, Виктор Владимирович
Виктор Владимирович (ум. 1 ноября 2006, Рязань) — председатель Рязанского областного Совета народных депутатов, позже — бизнесмен. Один из основателей ГОК «Мураевня».

## Биография
Виктор Владимирович Приходько родился в селе Мукры Кировского района Талды-Курганской области Казахской ССР в семье учителей. В 1970 году окончил техническое училище № 1 в городе Нальчике Кабардино-Балкарской АССР, после чего работал монтажником радиоаппаратуры на заводе «Севкавэлектроприбор».
С мая 1971 по май 1973 года проходил срочную службу в рядах Советской Армии начальником радиостанции. После демобилизации пять месяцев работал слесарем механических мастерских учреждений ОЛ49/2 МВД Кабардино-Балкарской АССР. В ноябре 1973 года поступил на подготовительное отделение Московского Государственного Университета имени М. В. Ломоносова. В 1979 году, окончив экономический факультет МГУ, стал ассистентом кафедры философии и политической экономии филиала Московского химико-технологического института имени Д. И. Менделеева в городе Новомосковске Тульской области.

## Карьера
С сентября 1981 года Виктор Владимирович являлся преподавателем, а затем старшим преподавателем кафедры политической экономии Рязанской высшей школы МВД СССР. В 1987 году защитил кандидатскую диссертацию.
В годы перестройки огромным авторитетом пользовалась экономическая наука. В апреле 1991 года подполковник В. В. Приходько, имеющий репутацию «демократа» и сторонника рыночных преобразований, был избран депутатом областного Совета.
В событиях августовского политического кризиса 1991 года определённую роль сыграла Рязанская высшая школа МВД СССР, которая поддержала президента РСФСР Б. Н. Ельцина в борьбе против ГКЧП. Её офицеры в составе вооруженной группы препровождали президента М. С. Горбачева с дачи в крымском посёлке Форос в столицу, участвовали в охране арестованных членов ГКЧП.
После отстранения Л. И. Хитруна от должности председателя Рязанского областного Совета народных депутатов произошли выборы его преемника. Наиболее вероятными считались бывшие председатели облисполкома Л. П. Башмаков и В. В. Калашников. Но в ходе долгих консультаций и трёхкратного голосования на эту должность 28 августа 1991 года был избран В. В. Приходько.
Виктор Владимирович Приходько активно участвовал в разработке концепций преобразования региона. В Областном Совете было подготовлено и направленно в Верховный Совет РФ более десяти законодательных инициатив, касающихся вопросов бюджетного устройства, налоговой системы, приватизации, федерального устройства и других вопросов. На областном уровне было принято более двух десятков нормативных актов. Но постепенно областной совет утрачивал свою политическую роль. Практически перестали собираться сессии областного совета. В декабре 1991 года во главе с В. В. Приходько был создан малый Совет, который фактически и являлся органом представительной власти на областном уровне.
Тем временем на федеральном уровне нарастало противостояние между исполнительной властью в лице президента Б. Н. Ельцина и представительной властью в лице Верховного Совета. Оно завершилось октябрьским политическим кризисом 1993 года. Малый совет Рязанского областного Совета народных депутатов осудил Указ президента РФ от 21 сентября 1993 года, тем самым поддержав его оппозицию. Отклонял он неоднократные, настойчивые предложения администрации о самороспуске. В 1993 году постановлением главы Рязанской области от 19 октября 1993 года Малый Совет прекратил существование.
От имени Рязанской области как субъекта Российской Федерации В. В. Приходько в декабре 1993 подписывал Конституцию России.